# 富帕语
富帕语或下游夫拉语是一种由中国夫拉族使用的彝语支方言连续体。有4种变体，可划为4种语言：
- 富帕
- 阿卢固(阿卢固富帕语)
- 富巴
- 富匝

除了阿卢固语在小学会被教述外，其他语言使用者都在减少。
富匝代表方言是由Pelkey (2011)调查的蒙自市冷泉镇补鸡白方言。